# لاکشیا فرت
لاکشیا فرت (انگلیسی: La'Keshia Frett؛ زادهٔ ۱۲ ژوئن ۱۹۷۵) بازیکن بسکتبال، و سرمربی (بسکتبال) اهل ایالات متحده آمریکا است.